# Baby Cart : Le Territoire des démons
Série Baby Cart
Baby Cart : L'Âme d'un père, le cœur d'un fils
(1972) Baby Cart : Le Paradis blanc de l'enfer
(1974)
Pour plus de détails, voir Fiche technique et Distribution.
Baby Cart : Le Territoire des démons (子連れ狼 冥府魔道, Kozure Ōkami: Meifumadō) est un film japonais réalisé par Kenji Misumi, sorti en 1973. C'est le cinquième film de la saga Baby Cart adaptée du manga Lone Wolf and Cub. 

## Synopsis
Ogami Itto doit affronter cinq adversaires qui détiennent tous un indice sur la mission qu'il doit accomplir ainsi qu'un cinquième de ses gages. Après les avoir tous vaincus, Itto découvre qu'il doit tuer une jeune fille élevée comme un garçon pour succéder à un daimyō pendant que le véritable héritier est emprisonné. Pendant ce temps, Daigoro, le jeune fils d'Itto, est une nouvelle fois séparé de son père.

## Fiche technique
- Titre : Baby Cart : Le Territoire des démons
- Titre original : 子連れ狼 冥府魔道 (Kozure Ōkami: Meifumadō?)
- Réalisation : Kenji Misumi
- Scénario : Kazuo Koike et Tsutomu Nakamura d'après le manga Lone Wolf and Cub de Kazuo Koike et Gōseki Kojima
- Photographie : Fujio Morita
- Musique: Hideaki Sakurai
- Production : Masanori Sanada et Tomisaburō Wakayama
- Société de production : Tōhō
- Pays de production :  Japon
- Langue originale : japonais
- Format : couleurs - 2,35:1 - son mono
- Genre : chanbara
- Durée : 89 minutes
- Date de sortie : Japon : 11 août 1973[1]

## Distribution
- Tomisaburō Wakayama : Ogami Itto
- Michiyo Ōkusu : Shiranui
- Akihiro Tomikawa : Daigoro
- Shingo Yamashiro : Kuroda Naritaka
- Tomomi Satō : Oyō
- Akira Yamanouchi : Ayabe Ukon, messager # 1
- Hideji Ōtaki : Mogami Shusuke, messager # 2
- Taketoshi Naitō : Mawatara Hachiro, messager # 3
- Fujio Suga : Kikuchi Yamon, messager # 4
- Rokkō Toura : Sazare Kanbei, messager # 5

## SagaBaby Cart
1. Baby Cart : Le Sabre de la vengeance
2. Baby Cart : L'Enfant massacre
3. Baby Cart : Dans la terre de l'ombre
4. Baby Cart : L'Âme d'un père, le cœur d'un fils
5. Baby Cart : Le Territoire des démons
6. Baby Cart : Le Paradis blanc de l'enfer